# العليا واليشوب أثناء الحرب العالمية الأولى
قبل الحرب العالمية الأولى وخلالها، كانت منطقة فلسطين خاضعة لسيطرة الدولة العثمانية. وقد فرض هذا الحكم العثماني العديد من المطالب القاسية على مجتمع اليشوب، ولكنه انتهى في عام 1918 عندما احتلت بريطانيا المنطقة، وما تبعها من الانتداب البريطاني في عام 1922.

## الصعوبات التي واجهت اليشوب
عانى اليشوب من المعاملة السيئة خلال فترة الحكم العثماني. ومع نشوب الحرب العالمية الأولى، قطعت الدولة خطوط الإمداد إلى فلسطين وتسببت في حدوث نقص شديد في الغذاء. كذلك، تسبب هذا القطع لخطوط الإمداد في مشكلات اقتصادية ومنع وصول التبرعات. وعلى رأس هذه المشكلات، وضع نظام الحكم صعوبات إضافية، مثل ضرائب الحرب ومصادرة حيوانات العمل والأدوات والطعام. وبرزت صعوبات أخرى (إما غير ذات صلة بنظام الحكم أو لا تربطها به صلة مباشرة) في شكل هجوم الجراد (الذي لم يكن المستوطنون مؤهلين للتعامل معه) والمجاعة والفقر (نتيجة توقف التبرعات) والأوبئة، مثل التيفود وإغلاق البنوك والتضخم.
أصبحت معاملة الإدارة العثمانية لليهود أسوأ مع تدهور وضعها في الحرب، وجعلت نشاط اليشوب أصعب. ودام هذا الوضع حوالي أربع سنوات. أولاً، ألغت السلطات العثمانية نظام الاستسلام (الحصانة للمواطنين الأجانب)، ونتيجة لذلك أصبح هؤلاء القادمون من دول حليفة (بما فيهم معظم المهاجرين الذين تعود أصولهم إلى روسيا) يعتبرون أعداءً. وهناك بدأ نوع من الحرب بين السلطات العثمانية والحركة الصهيونية في إسرائيل. فقد انتهكت السلطات العثمانية حقوق الحرية الخاصة بالسكان اليهود. فلم يسمح لليهود بحمل السلاح والاحتفاظ بأية طوابع لـلصندوق الدولي اليهودي وكتابة رسائل باللغة الييدشية أو العبرية. وأصبح تعلم اللغة التركية في المدارس اليهودية إلزاميًا، كما منع رفع العلم الصهيوني. وتبلورت ذروة الخلاف عندما طلبت السلطات العثمانية تجنيد بعض اليهود في الجيش العثماني أو مغادرة البلد.
حتى إن السلطات العثمانية نفذت عددًا من الترحيلات من البلد. وفي عام 1915، قامت السلطات العثمانية بجمع الأشخاص الذين يسيرون في شوارع تل أبيب ويافا ورحلتهم بالسفن إلى مصر. وفي عام 1917، قام العثمانيون بترحيل اليهود من تل أبيب ويافا بسبب تقدم الجبهة البريطانية في جنوب البلاد. (خشي العثمانيون مساعدة اليهود في تل أبيب للقوات البريطانية في السيطرة على البلاد). كذلك، قامت السلطات العثمانية بترحيل زعماء اليهود في أرض إسرائيل-تم ترحيل ديفيد بن جوريون ويتسحاق بن تصفي من فلسطين بالرغم من إعلان قادة الصهيونية رسميًا دعمهم للدولة العثمانية.
تسببت العلاقة مع السلطات في حدوث انقسامات في العديد من الآراء بين قيادة اليشوب. وقد صرّح بن جوريون، زعيم حزب العمل عمال صهيون، أن التجنيد يمكن أن يؤدي إلى تعاطف الأتراك. وتم تجنيد الجنود اليهود في اللجان؛ حيث كانوا كتائب عاملة يؤدون الوظائف الخدمية الصعبة والمهينة. وبنهاية الحرب، كان وضع اليشوب قد تدهور إلى أدنى مستوى. وانخفض عدد اليشوب من 84 ألفًا إلى 56 ألفًا وعانوا من صعوبات اقتصادية خطيرة.

## التكيف مع المشاكل
بدأ الأمريكان اليهود في الولايات المتحدة وحتى الحكومة الأمريكية في جمع الأموال وتجميع الأغذية وشحنوها بالسفن لمساعدة اليهود في أرض إسرائيل. وقد واجهوا مشكلتين رئيسيتين. أولاً، كانوا بحاجة إلى موافقة من الرئيس الأمريكي لإرسال المساعدات -كانت هذه أول مرة تتبنى فيها الحكومة الأمريكية سياسة مناصرة للصهيونية. ثانيًا، كانوا بحاجة إلى الحصول على موافقة السلطات العثمانية بنقل الغذاء والأموال إلى اليهود. وفي النهاية، وافقت السلطة العثمانية على ذلك، في مقابل الحصول على 45% من شحنة المساعدات.
ضغطت الولايات المتحدة وألمانيا (اللتان كانتا حلفاء لتركيا في الحرب) على تركيا ضد ترحيل اليهود من الدولة.
طرحت ثلاثة احتمالات على المستوطنين اليهود:
- الحصول على الجنسية التركية وكل ما يلازمها من مسؤوليات (وخصوصًا التجنيد في الجيش ودفع الضرائب).
- التعاون مع بريطانيا رسميًا (الفيلق اليهودي) وسرًا (نيلي).
- النزوح بصورة رئيسية إلى مصر، حيث كانت الأقرب من أجل العودة بسهولة بعد انتهاء الأزمة.

انقسم موقف المنظمة الصهيونية العالمية. ودعم غالبية زعماء الصهيونية وتعاونوا مع ألمانيا-ستتمكن من تحرير اليهود الروس من عبء القيصر وتأمل أن تغير تركيا حليفة ألمانيا خلال الحرب موقفها تجاه اليهود في إسرائيل. وفي مقابل ذلك، من الممكن أن يقدم دعم قوات الحلفاء في الحرب العالمية الأولى سببًا للدولة العثمانية لإلغاء الاستيطان اليهودي في أرض إسرائيل. ومع ذلك، ربما أدى التعاون مع ألمانيا خلال الحرب إلى تعريض الملايين من اليهود في روسيا وبولندا للخطر، هذا إلى جانب عدم موافقة قوات الحلفاء على المطالب الوطنية لليهود. ووفقًا لهذه الاعتبارات، تم في النهاية انتهاج سياسة أكثر حيادية. وتطلب هذا الموقف نقل المكاتب الرئيسية لـالمنظمة الصهيونية العالمية خارج برلين، ولكن نظرًا لإمكانية نظر ألمانيا إلى هذا التصرف على أنه خيانة، ظلت المكاتب في برلين، إلا أنه تم فتح مكاتب جديدة في الدنمارك التي كانت دولة محايدة خلال الحرب.
دعم حاييم وايزمان وزئيف جابوتينسكي الفاعلية السياسية وليس الحيادية. واعتقدا أن قوة الإمبراطورية العثمانية تضعف وأن بريطانيا ستحتل أرض إسرائيل، وبالتالي استثمرا جهودهما في البحث عن طرق التعاون مع بريطانيا. وعرض زئيف جابوتنسكي تشكيل وحدات قتال يهودية تكون جزءًا من الجيش البريطاني. وفي المقابل، اعترفت بريطانيا بالحق الأخلاقي لليهود في الإقامة في إسرائيل. وعلى عكس جابوتنسكي، طلب وايزمان الاعتراف السياسي بحق اليهود في إسرائيل، ولديه يقين بأن بريطانيا لديها اهتمام إستراتيجي بمساعدة اليهود حتى تسيطر على المنطقة. وحاول إثارة تعاطف إنساني بين البريطانيين تجاه معاناة اليهود. وقد حاول وايزمان إقناع بريطانيا أنه في صالحها مساعدة اليهود، على عكس جابوتنسكي الذي حاول استخدام حقائق ساطعة لإقناع بريطانيا. وفي النهاية، نجحت طريقة وايزمان وكان نتاجها وعد بلفور عام 1917، بينما نجحت طريقة جابوتنسكي جزئيًا فقط في تأسيس الفيلق اليهودي. ولكن فرنسا، بعكس بريطانيا، دعمت مسيحيي لبنان وليس اليهود.
قرر ائتلاف كبير من النشطاء داخل أرض فلسطين معارضة قرار المنظمة الصهيونية العالمية باتخاذ موقف حيادي وأسسوا منظمة نيلي السرية. وكان زعماء منظمة نيلي هم آرون وسارة آرونسون وأفشالوم فاينبيرغ وجوزيف ليشينسكي. كان نشاط المنظمة السرية داخل أرض إسرائيل وفي سوريا في الفترة بين 1915 و1917. وحدث التواصل بين منظمة نيلي والمخابرات البريطانية أثناء زيارات السفن البريطانية إلى عتليت، من خلال رسل في مصر ونقل الرسائل بالحمام (عندما احتاجوا إلى إرسال الأخبار بسرعة). وكُشفت منظمة نيلي في عام 1917 وبدأت السلطات العثمانية في الانتقام من الشبكة الجاسوسية السرية والمستوطنة اليهودية بأكملها.